# Cureggio
Cureggio is een gemeente in de Italiaanse provincie Novara (regio Piëmont) en telt 2303 inwoners (31-12-2004). De oppervlakte bedraagt 8,4 km², de bevolkingsdichtheid is 274 inwoners per km².
De volgende frazioni maken deel uit van de gemeente: Cascine Enea, Marzalesco.

## Demografie
Cureggio telt ongeveer 936 huishoudens. Het aantal inwoners steeg in de periode 1991-2001 met 5,2% volgens cijfers uit de tienjaarlijkse volkstellingen van ISTAT.
| Jaar | Inwoneraantal |
| ---- | ------------- |
| 1991 | 2139          |
| 2001 | 2251          |

## Geografie
Cureggio grenst aan de volgende gemeenten: Boca, Borgomanero, Cavallirio, Fontaneto d'Agogna, Maggiora.